# 458 (tal)
458 är det naturliga talet som följer 457 och som följs av 459.

## Inom vetenskapen
- 458 Hercynia, en asteroid.

## Inom matematiken
- 458 är ett jämnt tal.
- 458 är ett sammansatt tal.
- 458 är ett semiprimtal